# Поста (река)
Поста — река в России, протекает в Первомайском районе Ярославской области. Устье реки находится по левому берегу реки Соть в 84 км от её устья. Длина реки составляет 10 км.
Сельские населённые пункты около реки: Писчалино, Кузнечиково, Бастырево, Качалка. На правом берегу в нижнем течении находится урочище Юрково.

## Данные водного реестра
По данным государственного водного реестра России, относится к Верхневолжскому бассейновому округу, водохозяйственный участок реки — Волга от Рыбинского гидроузла до города Кострома, без реки Кострома от истока до водомерного поста у деревни Исады, речной подбассейн реки — Волга ниже Рыбинского водохранилища до впадения Оки. Речной бассейн реки — Верхняя Волга до Куйбышевского водохранилища (без бассейна Оки).
Код водного объекта в государственном водном реестре — 08010300212110000011603.